# Haranghy Jenő

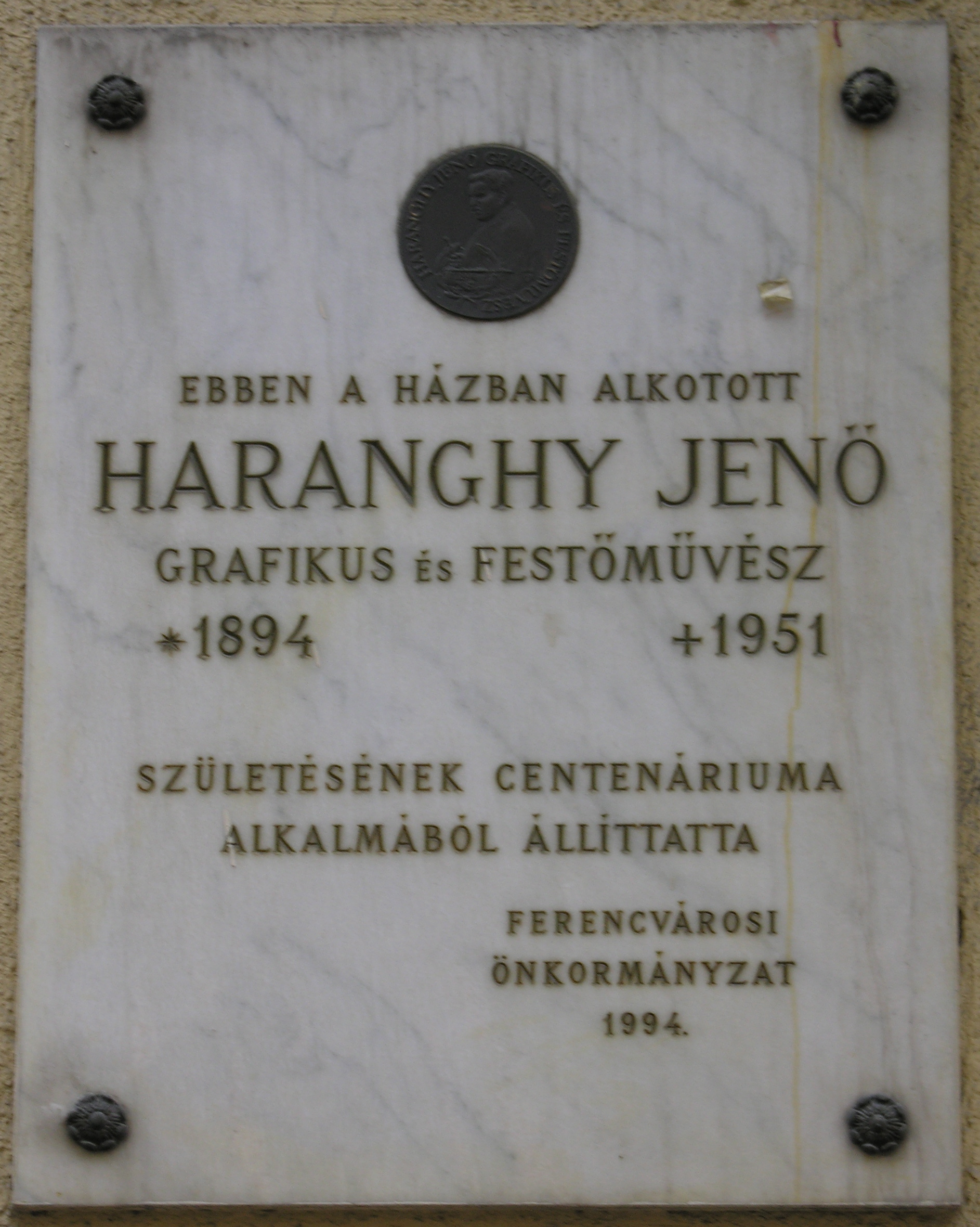
Haranghy Jenő emléktáblája egykori lakhelyén, a Ráday utca 63. szám alatt

Nagyrévi Haranghy Jenő (Debrecen, 1894. augusztus 1. – Budapest, 1951. június 7.) alkalmazott grafikus, festő- és iparművész, művészeti író, az Iparművészeti Iskola tanára; illusztrátor, plakát- és bélyegtervező.

## Életpályája
Haranghy György festő, fotográfus és Gulyás Mária fia, Haranghy László gerontológus bátyja. Az Országos Magyar Iparművészeti Iskolában és a Nagybányai festőiskolában tanult. Mesterei Helbing Ferenc, Révész Imre, Simay Imre voltak. Első ízben 1916-ban a Műcsarnokban állított ki. Az Iparművészeti Iskolában 1915–18 között tanársegéd, majd mint tanár működött, 1934-ig a díszítő festői, utána a grafikai szakosztályon (amelynek 1945-ig vezetője volt). Franciaországban, Spanyolországban, Németországban, Olaszországban és Etiópiában járt tanulmányúton. Rendkívül termékeny alkotó volt. Az alkalmazott grafikai műfajok (plakát, postabélyeg, ex libris) mellett művészi sokszorosító eljárásokat (rézkarc, litográfia) is művelte. legismertebb bélyegtervei az 1923. évi Petőfi-sorozat 40 koronás, valamint az 1927. évi Repülő sorozat álló alakú címletei voltak. Mintegy 200 könyvhöz készített illusztrációt, illetve borítótervet (Csokonai, Madách, Vörösmarty, Móricz, Kipling, Cooper, La Fontaine és mások műveihez). Tagja volt a KÉVE művészcsoportnak, az Iparművészeti Társulatnak, a MAPE művészegyesületnek. Tanítványait nem korlátozta másfajta törekvéseikben. Közéjük tartozott Reich Károly, Márk Tivadar, Gönczi-Gebhardt Tibor, Amerigo Tot, Szántó Piroska, Varga Mátyás. 1935-ben 14 secco-t festett a dorogi Munkásotthon, ma József Attila Művelődési Ház színházterme részére, és ugyanebben az évben tervezete meg a Szent József plébániatemplom üvegablakait, melyek 1936-ban készültek el. 1941-ben a Műcsarnok timpanonjának mozaikját tervezte. 1945 után a komlói filmszínház számára készített falképeket. 1923-ban, 1925-ben és 1943-ban volt gyűjteményes kiállítása. Halálát szívbénulás, szívbelhártya-gyulladás okozta. Felesége Furher Emília volt.

## Egyéni kiállítások
- 1923 • 1925 • 1939
- 1942 • Műcsarnok, Budapest (gyűjteményes kiállítás, a Benczúr Társaság jubileumi kiállításához kapcsolódva)
- 1994 • Petőfi Irodalmi Múzeum, Budapest (emlékkiállítás)
- 1995 • Globe Galéria, Budapest (emlékkiállítás).

## Művei közgyűjteményekben
- Bányászati Múzeum, Sopron
- Déri Múzeum, Debrecen
- Gutenberg Múzeum, Mainz
- Helytörténeti Múzeum, Körmend
- Janus Pannonius Múzeum, Pécs
- Magyar Nemzeti Galéria, Budapest
- Petőfi Irodalmi Múzeum, Budapest
- Református Egyháztörténeti Múzeum, Debrecen
- Vendéglátó-ipari Múzeum, Budapest
- Városi Múzeum, Sümeg